# Kevin Vandenbergh
Kevin Vandenbergh (Bonheiden, 16 mei 1983) is een Belgische voetballer die bij voorkeur in de aanval speelt. In mei 2004 debuteerde hij in het Belgisch voetbalelftal. Vandenbergh is een zoon van ex-Rode Duivel Erwin Vandenbergh.

## Spelerscarrière

### KVC Westerlo
Vandenberghs voetbalcarrière begon bij KVC Westerlo, waar hij ook in de jeugd speelde. Op zeventienjarige leeftijd debuteerde hij in de Eerste Klasse. Westerlo wist in die periode de Beker van België te winnen.

### KRC Genk
Na twee seizoenen verhuisde hij naar KRC Genk, de toenmalige landskampioen. In zijn eerste seizoen bij KRC Genk scoorde hij vijftien keer en werd hij uitgeroepen tot Europa's snelstscorende topschutter van het seizoen 2002/03.
Op dat moment voetbalden bij KRC Genk in de aanval Wesley Sonck en Moumouni Dagano. Na dat seizoen vertrokken de twee spitstitularissen uit Genk. Vandenbergh moest knokken voor een basisplaats. Het ging hem goed af en al snel kreeg hij de bijnaam goaltjesdief door zowel de pers als het publiek. In het seizoen 2005/06 raakte de Bonheidenaar zijn basisplaats kwijt, ondanks dat hij in het voorgaande seizoen een aantal beslissende doelpunten maakte. Na een tijd op de bank te hebben gezeten, wist de aanvaller in de tweede helft van het seizoen zijn basisplek terug te veroveren.
Aan het einde van het seizoen liet Racing Genk hem weten dat hij niet meer voorkwam in de plannen van de club. Vandenbergh verloor zijn plaats aan Goran Ljubojević. In de zomer van 2007 mocht Vandenbergh, ondanks alle perikelen nog steeds regelmatig opgeroepen voor het nationale elftal, op zoek naar een nieuwe club.

### FC Utrecht
Op 26 juni werd bekendgemaakt dat hij, ondanks aandacht van verschillende clubs – waaronder Roda JC, NAC, en AZ – voor de Nederlandse subtopper FC Utrecht had gekozen. Hij tekende een contract voor vier jaar bij de club. Met de transfer was naar verluidt zo'n 1 miljoen euro gemoeid., waarmee Vandenbergh de duurste aankoop ooit was van Utrecht. Hij werd aangekocht onder Foeke Booy, die in de zomerstop vertrok. Onder diens opvolger, Willem van Hanegem, zat de aanvaller vooral op de bank, ten gunste van Robin Nelisse, die een productief seizoen doormaakte. Tijdens de transferperiode in de winterstop van de jaargang 2007/08 was er interesse voor hem van zeven clubs – uit Nederland, maar ook uit België, Oostenrijk en Frankrijk. Vandenbergh gaf aan niet weg te willen. Germinal Beerschot-ondervoorzitter Herman Kesters bereikte op 30 juli 2008 een overeenkomst met Kevin Vandenbergh en FC Utrecht, waardoor de Belgische spits voor één seizoen op huurbasis naar de Belgische eersteklasser komt. In 24 wedstrijden komt VDB tot 6 doelpunten. Het jaar daarop wordt Vandenbergh teruggehaald naar Utrecht, waar Ton du Chatinier in hem een geschikte stand-in ziet van het beoogde spitsenduo van Wolfswinkel-Mulenga. Zijn eerste competitiewedstrijd was hij niet speelgerechtigd, omdat de leiding hem was vergeten in te schrijven na zijn terugkeer. Hij speelde dat seizoen uiteindelijk negen wedstrijden en scoorde één doelpunt.

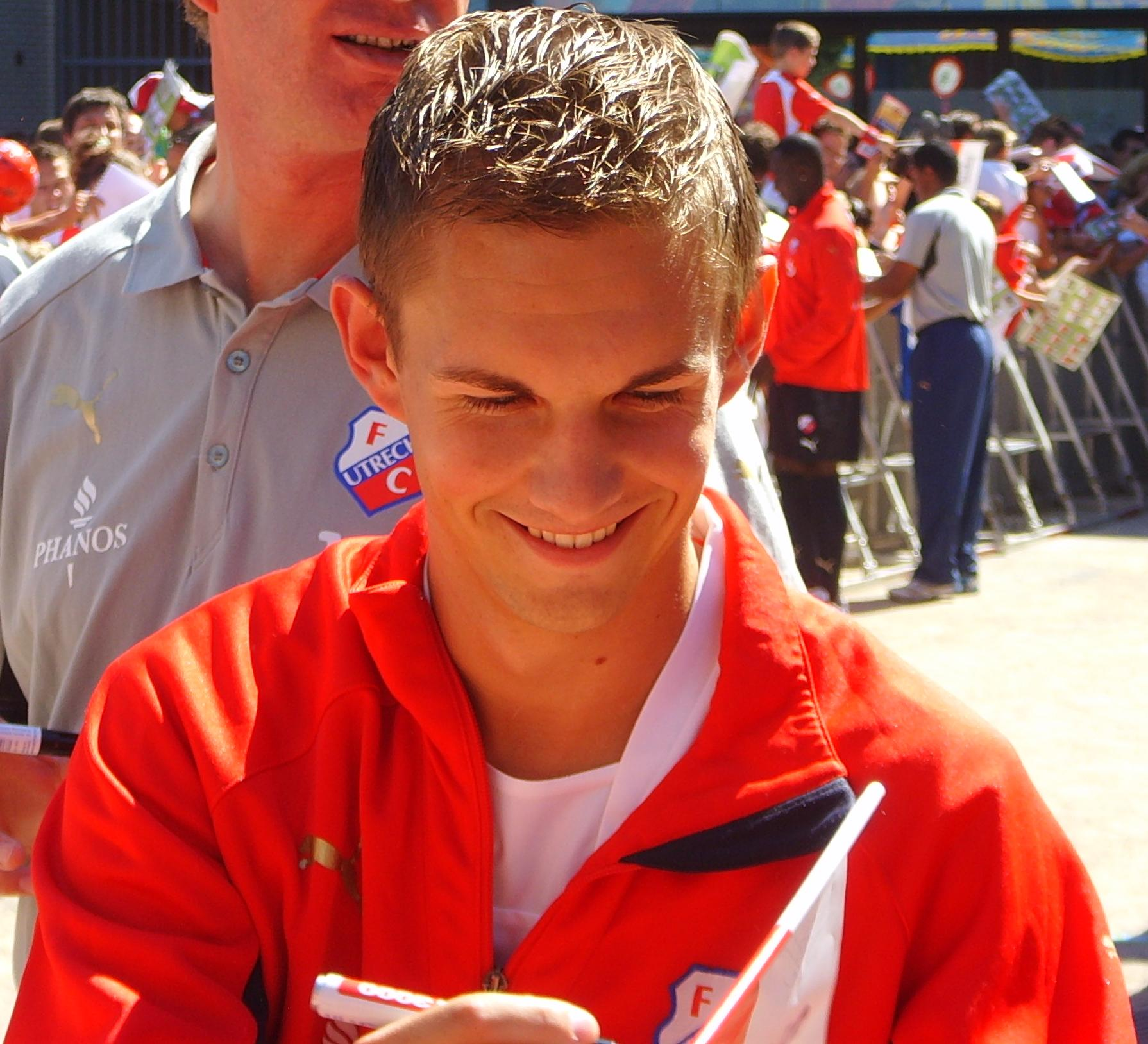
Kevin Vandenbergh tijdens de fandag van FC Utrecht

### KAS Eupen
In augustus 2010 werd bekend dat hij definitief terugkeert naar België waar hij voor promovendus KAS Eupen gaat spelen. Hij maakte zijn debuut voor Eupen tegen Sporting Charleroi. Zijn eerste goal maakte hij in de verloren wedstrijd tegen KV Kortrijk. Vandenbergh speelde een behoorlijk seizoen een scoorde o.a. twee goals tegen Standard Luik. Ondanks het goede seizoen van Vandenbergh kon Eupen zich niet in eerste klasse houden. Hij scoorde uiteindelijk 9 goals in 26 wedstrijden voor Eupen.

### KV Mechelen
Voor aanvang van het seizoen 2011/12 werd bekend dat Vandenbergh de overstap maakt naar KV Mechelen. Hij tekende er een contract voor 3 jaar. Zijn debuut voor Mechelen maakte hij in de gewonnen wedstrijd tegen STVV. Ondanks goede wedstrijden van hem maakte hij dat seizoen geen enkel doelpunt. Hij kwam dat seizoen aan 21 wedstrijden. Hij begon het seizoen 2012/13 bij Mechelen en speelde nog 1 wedstrijd tegen Sporting Charleroi.

### Terug naar Westerlo
In augustus 2012 werd bekend dat Vandenbergh terugkeerde naar VC Westerlo, de ploeg waar het voor hem allemaal begon. Hij tekende er een contract voor 3 jaar. Westerlo zakte in het seizoen 2011/12 uit de eerste klasse en zal dus vanaf het seizoen 2012/13 in de tweede klasse uitkomen. Voor Vandenbergh is het dus de eerste keer dat hij niet op het hoogste niveau zal spelen bij een club. Hij maakte zijn debuut voor Westerlo tegen Dessel Sport. Zijn eerste goal maakte hij in de wedstrijd tegen WS Woluwe.

### Lagere divisies
In februari 2016 raakte bekend dat Vandenbergh vanaf het seizoen 2016/17 zou uitkomen voor tweedeprovincialer SC Aarschot. In zijn debuutseizoen scorde hij er zestig doelpunten in dertig competitiewedstrijden. Daarmee hielp hij de club aan promotie naar Eerste provinciale. Vandenbergh werkte op 1 april 2017 mee aan een aprilgrap: de toen 33-jarige aanvaller, die dat seizoen al meer dan vijftig goals had gescoord voor Aarschot, had zogezegd een lucratieve transfer naar de Chinese tweedeklasser Yuren Jie versierd. Uiteindelijk bleek het een aprilgrap te zijn: Yuren Jie is immers geen voetbalclub, maar de Chinese vertaling voor 1 april.
In 2020 maakte Vandenbergh de overstap naar K. Ramsel FC. Het seizoen 2020/21 ging vanwege de coronapandemie grotendeels in rook op, maar in het seizoen 2021/22 nam hij een prima start door op de openingsspeeldag zeven keer te scoren tegen SK Peulis. Op 30 oktober 2021 scoorde hij alle Ramselse doelpunten in de 3-6-zege tegen VC Immer Oost-Oosterwijk, waardoor zijn teller na negen competitiewedstrijden al op 29 doelpunten stond.

## Statistieken
| Seizoen         | Club              | Competitie           | Competitie | Competitie | Play-offs | Play-offs | Beker | Beker | Totaal | Totaal |
| Seizoen         | Club              | Competitie           | Wed.       | Dlp.       | Wed.      | Dlp.      | Wed.  | Dlp.  | Wed.   | Dlp.   |
| --------------- | ----------------- | -------------------- | ---------- | ---------- | --------- | --------- | ----- | ----- | ------ | ------ |
| 1999/00         | KVC Westerlo      | Eerste klasse        | 4          | 0          | nvt       | nvt       | 0     | 0     | 4      | 0      |
| 2000/01         | KVC Westerlo      | Eerste klasse        | 8          | 3          | nvt       | nvt       | ?     | ?     | 8      | 3      |
| 2001/02         | KVC Westerlo      | Eerste klasse        | 31         | 11         | nvt       | nvt       | ?     | ?     | 31     | 11     |
| 2002/03         | KRC Genk          | Eerste klasse        | 21         | 15         | nvt       | nvt       | ?     | ?     | 21     | 15     |
| 2003/04         | KRC Genk          | Eerste klasse        | 29         | 11         | nvt       | nvt       | ?     | ?     | 29     | 11     |
| 2004/05         | KRC Genk          | Eerste klasse        | 32         | 17         | nvt       | nvt       | 3     | 2     | 35     | 19     |
| 2005/06         | KRC Genk          | Eerste klasse        | 31         | 12         | nvt       | nvt       | ?     | ?     | 31     | 12     |
| 2006/07         | KRC Genk          | Eerste klasse        | 25         | 11         | nvt       | nvt       | 4     | 0     | 29     | 11     |
| 2007/08         | FC Utrecht        | Eredivisie           | 13         | 2          | nvt       | nvt       | 0     | 0     | 13     | 2      |
| 2008/09         | → K. Beerschot AC | Eerste klasse        | 24         | 6          | nvt       | nvt       | 1     | 1     | 25     | 7      |
| 2009/10         | FC Utrecht        | Eredivisie           | 9          | 1          | nvt       | nvt       | 0     | 0     | 9      | 1      |
| 2010/11         | KAS Eupen         | Eerste klasse        | 26         | 9          | 3         | 0         | 0     | 0     | 29     | 9      |
| 2011/12         | KV Mechelen       | Eerste klasse        | 21         | 0          | 5         | 0         | 1     | 0     | 27     | 0      |
| 2012/13         | KV Mechelen       | Eerste klasse        | 1          | 0          | 0         | 0         | 0     | 0     | 1      | 0      |
| 2012/13         | KVC Westerlo      | Tweede klasse        | 24         | 7          | 5         | 2         | 2     | 0     | 31     | 9      |
| 2013/14         | KVC Westerlo      | Tweede klasse        | 12         | 4          | 0         | 0         | 1     | 0     | 13     | 4      |
| 2014/15         | KVC Westerlo      | Eerste klasse        | 1          | 0          | 0         | 0         | 0     | 0     | 1      | 0      |
| 2015/16         | KFC Dessel        | Tweede klasse        | 20         | 1          | 0         | 0         | 2     | 0     | 22     | 1      |
| 2016/17         | SC Aarschot       | Tweede provinciale B | 30         | 60         | 0         | 0         | 0     | 0     | 30     | 60     |
| 2017/18         | SC Aarschot       | Eerste provinciale B | 28         | 16         | 0         | 0         | 0     | 0     | 28     | 16     |
| 2018/19         | SC Aarschot       | Eerste provinciale B | 25         | 13         | 0         | 0         | 0     | 0     | 25     | 13     |
| 2019/20         | SC Aarschot       | Eerste provinciale B | 24         | 9          | 0         | 0         | 2     | 2     | 26     | 11     |
| 2020/21         | K. Ramsel FC      | Vierde provinciale   | 0          | 0          | 0         | 0         | 0     | 0     | 0      | 0      |
| 2021/22         | K. Ramsel FC      | Vierde provinciale   | 9          | 29         | 0         | 0         | 0     | 0     | 9      | 29     |
| Carrière totaal | Carrière totaal   | Carrière totaal      | 451        | 237        | 13        | 2         | 16    | 5     | 480    | 244    |

## Interlandcarrière
Al vrij snel in zijn voetbalcarrière werd hij voor de nationale ploeg van België geselecteerd. Op 26 maart 2005 debuteerde hij tegen Bosnië-Herzegovina. In zijn zesde interland, tegen San Marino, scoorde hij zijn eerste interlanddoelpunt. Zijn laatste officiële interland speelde hij op 7 februari 2007 tegen Tsjechië.
| Interlands van Kevin Vandenbergh | Interlands van Kevin Vandenbergh | Interlands van Kevin Vandenbergh | Interlands van Kevin Vandenbergh | Interlands van Kevin Vandenbergh | Interlands van Kevin Vandenbergh | Interlands van Kevin Vandenbergh |
| No.                              | Datum                            | Wedstrijd                        | Uitslag                          | Soort Wedstrijd                  | Doelpunten                       |                                  |
| Als speler bij KRC Genk          | Als speler bij KRC Genk          | Als speler bij KRC Genk          | Als speler bij KRC Genk          | Als speler bij KRC Genk          | Als speler bij KRC Genk          | Als speler bij KRC Genk          |
| -------------------------------- | -------------------------------- | -------------------------------- | -------------------------------- | -------------------------------- | -------------------------------- | -------------------------------- |
| 1.                               | 26 maart 2005                    | België – Bosnië en Herzegovina   | 4 – 1                            | Kwalificatie WK 2006             | -                                |                                  |
| 2.                               | 30 maart 2005                    | San Marino – België              | 1 – 2                            | Kwalificatie WK 2006             | -                                |                                  |
| 3.                               | 4 juni 2005                      | – België                         | 0 – 0                            | Kwalificatie WK 2006             | -                                |                                  |
| 4.                               | 17 augustus 2005                 | België – Griekenland             | 2 – 0                            | Vriendschappelijk                | -                                |                                  |
| 5.                               | 3 september 2005                 | Bosnië en Herzegovina – België   | 1 – 0                            | Kwalificatie WK 2006             | -                                |                                  |
| 6.                               | 7 september 2005                 | België – San Marino              | 8 – 0                            | Kwalificatie WK 2006             | 53'                              |                                  |
| 7.                               | 1 maart 2006                     | Luxemburg – België               | 0 – 2                            | Vriendschappelijk                | 42'                              |                                  |
| 8.                               | 11 mei 2006                      | Saoedi-Arabië – België           | 1 – 2                            | Vriendschappelijk                | -                                |                                  |
| 9.                               | 24 mei 2006                      | België – Turkije                 | 3 – 3                            | Vriendschappelijk                | -                                |                                  |
| 10.                              | 7 oktober 2006                   | Servië – België                  | 1 – 0                            | Kwalificatie EK 2008             | -                                |                                  |
| 11.                              | 11 oktober 2006                  | België – Azerbeidzjan            | 3 – 0                            | Kwalificatie EK 2008             | 47'                              |                                  |
| 12.                              | 15 november 2006                 | België – Polen                   | 0 – 1                            | Kwalificatie EK 2008             | -                                |                                  |
| 13.                              | 7 februari 2007                  | België – Tsjechië                | 0 – 2                            | Vriendschappelijk                | -                                |                                  |
| Totaal                           | Totaal                           | Totaal                           | Totaal                           | Totaal                           | 3                                |                                  |

Bijgewerkt tot 29 december 2020

## Trainerscarrière
In 2018 zette Vandenbergh zijn eerste stappen als trainer van de nationale U7 van zijn ex-club KVC Westerlo. Later volgde hij samen met onder andere Kristof Van Hout de Pro Licence-trainerscursus en werd hij spitsentrainer van de U16 en U18 van Westerlo.

## Palmares
| Nationaal        |    |      |
| Beker van België | 1x | 2001 |